# Taxi!
Pour les articles homonymes, voir Taxi (homonymie).
Pour plus de détails, voir Fiche technique et Distribution.

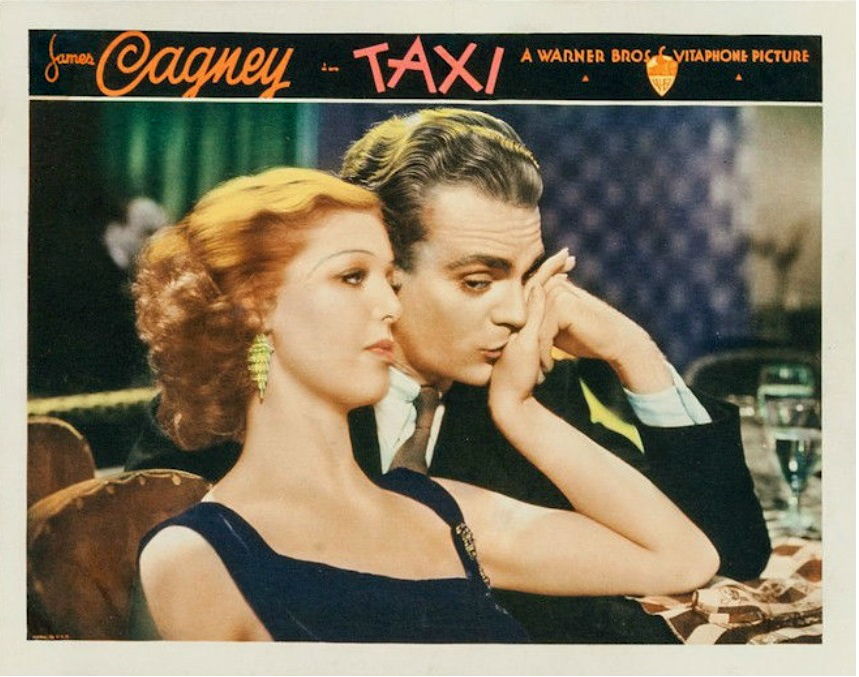
Loretta Young et James Cagney

Taxi! est un film américain réalisé par Roy Del Ruth, sorti le 23 janvier 1932.

## Synopsis
Lorsqu'un chauffeur de taxi chevronné, Pop Riley, refuse de céder son emplacement de choix pour racoler à l'extérieur d'un café où travaille sa fille, le taxi du vieil homme est intentionnellement détruit par une bande impitoyable qui cherche à dominer l'industrie du taxi. Apprennant la destruction "accidentelle" de son taxi et par la même occasion de son gagne-pain, le vieil homme récupère son arme de poing et tire sur l'intimidateur connu pour être le responsable, ce qui le conduit en prison, où il meurt de mauvaise santé assez rapidement.
La fille de Pop, Sue, qui est serveuse, est invitée par Matt, un jeune chauffeur de taxi, à apporter son soutien moral à un mouvement de résistance composé d'autres chauffeurs qui subissent les mêmes tactiques d'intimidation de la part du même groupe de voyous agressifs. Cependant, après avoir subi la perte écrasante de son père, Sue subit un revirement éthique complet sur la notion de riposte, se sentant complètement dégoûtée par la violence et les effusions de sang, et elle en fait part aux chauffeurs avec colère.
Son comportement imprévisible, volontaire et passionné la met instantanément dans le collimateur de Matt, qui finit par changer d'avis et cherche à séduire Sue pour qu'elle devienne sa petite amie. Ils commencent à sortir ensemble et participent à un concours de foxtrot.
Matt et Sue se marient. Le soir de leur mariage, ils se rendent dans une boîte de nuit avec Dan, le frère de Matt. Ils sont tous nargués par Buck Gerard, l'homme responsable des attaques contre les chauffeurs de taxi. Sue empêche Matt d'attaquer Buck, mais ce dernier poignarde et tue Dan.
Matt ne dit pas à la police qui a tué Dan pour pouvoir se venger lui-même. Sue prévient Marie, la petite amie de Buck, que Matt est à sa recherche. Matt traque Buck mais Sue et Marie l'éloignent de Buck suffisamment longtemps pour que la police arrive. Matt tire un coup de feu dans la pièce où Buck se cache, mais ce dernier a fait une chute mortelle en essayant de s'échapper.
Sue décide de quitter Matt mais change d'avis.

## Fiche technique
- Titre : Taxi!
- Réalisation : Roy Del Ruth
- Scénario et adaptation : Kubec Glasmon et John Bright d'après la pièce de Kenyon Nicholson
- Dialogues : Kubec Glasmon et John Bright
- Production : Robert Lord
- Société de production : Warner Bros. Pictures
- Musique : Leo F. Forbstein
- Photographie : James Van Trees
- Direction artistique : Esdras Hartley (en)
- Montage : James Gibbon
- Pays de production : États-Unis
- Format : Noir et blanc - 35 mm - 1,37:1 - Son : Mono Mono
- Genre : Drame
- Durée : 69 minutes
- Date de sortie :
  - États-Unis :23 janvier 1932

## Distribution
- James Cagney : Matt Nolan
- Loretta Young : Sue Riley Nolan
- George E. Stone : Skeets
- Guy Kibbee : Pop Riley
- Leila Bennett : Ruby
- Dorothy Burgess : Marie Costa
- David Landau : Buck Gerard
- Ray Cooke : Danny Nolan

Et, parmi les acteurs non crédités :
- George Raft : William Kenny
- Nat Pendleton : Bull Martin